# Peeter Symons

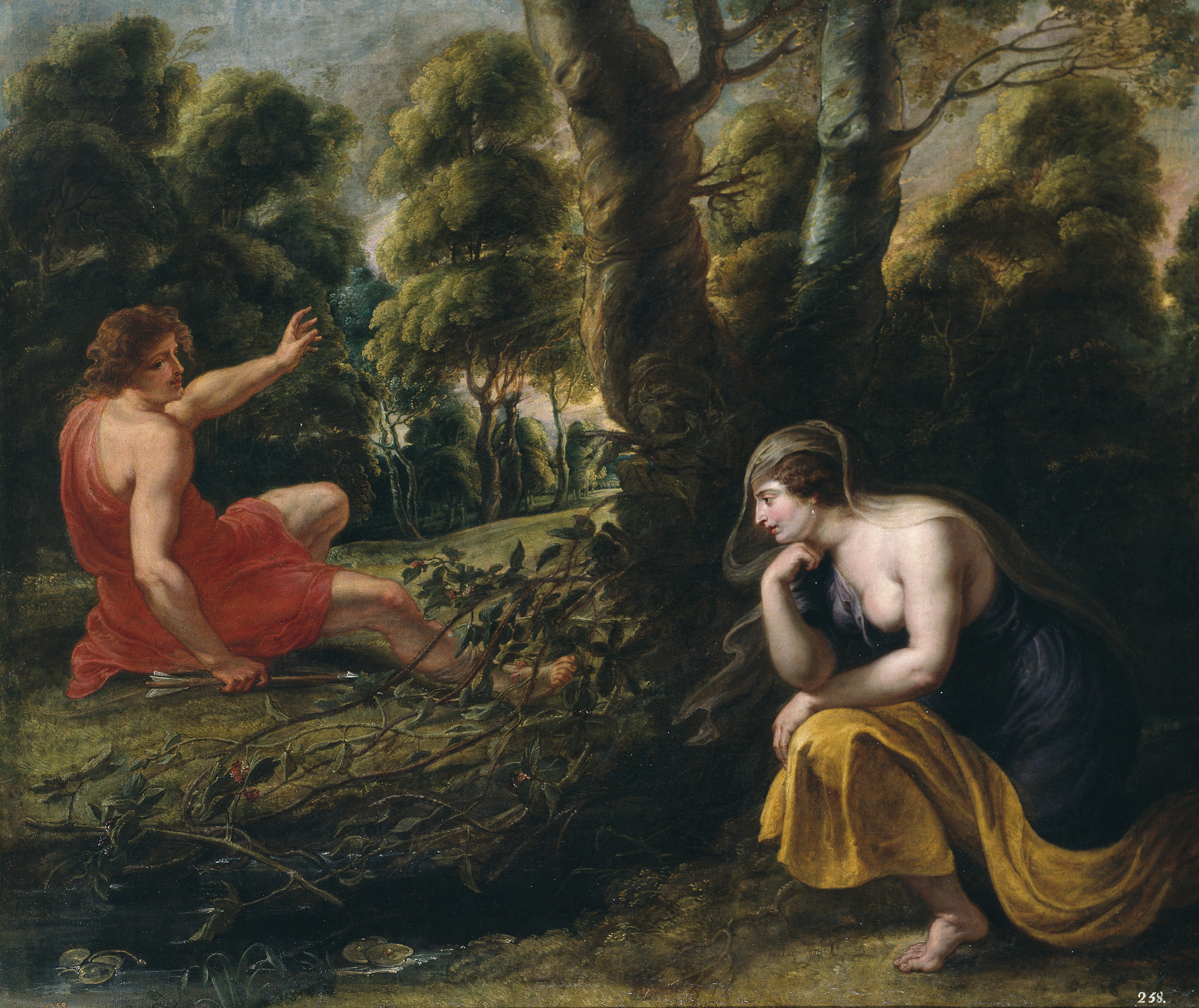
Céfalo i Procris, oli sobre llenç, 174 x 204 cm, Madrid, Museu del Prado.

Peeter Symons (Anvers, fl.1629 – 1636) va ser un pintor barroc flamenc. En 1629 es va registrar en el gremi de Sant Lluc d'Anvers com a fill d'un mestre, possiblement Michiel Simons I. En el curs 1636-1637 es va registrar per vegada última com a mestre de tres mal coneguts pintors. Anton van Dyck el va retratar cap a 1630 o 1632 per incorporar-ho a la seva Iconografia, de tres cambres, vestit de negre, amb àmplia gola i la mà dreta al pit, davant la base d'una gruixuda columna (Boston, Museum of Fine Arts). Segons un inventari de 1644 en el qual s'esmenta un peix de Symons podria haver pintat natures mortes, però l'única obra coneguda que se li pot assignar amb seguretat és el Céfalo i Procris del Museu del Prado, que va pintar sobre un esbós de Rubens per a la sèrie de mitologies basades en Les Metamorfosis encarregada per Felip IV per a la Torre de la Parada, per la qual es documenta un segon llenç pintat per Symons, de Neptú i una nimfa, perdut.